# Atari 2600

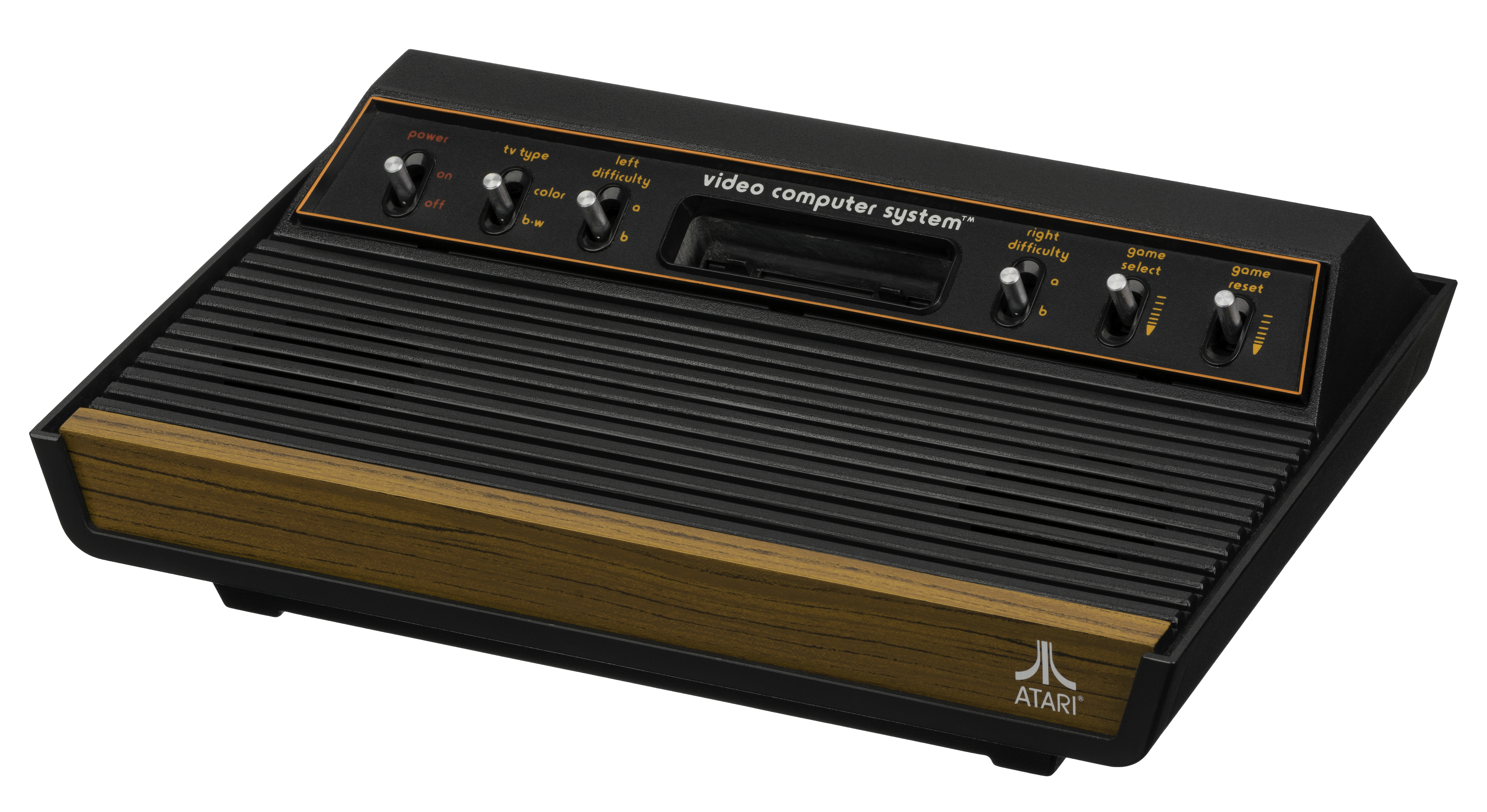
Původní šestitlačítkové Atari 2600

Atari 2600 byla herní konzole vyráběná mezi roky 1977 až 1991 firmou Atari. Byla to jedna z prvních herních konzolí používající výměnné moduly s hrami tzv. Cartridge, do té doby byly konzole většinou jednoúčelové a měly zabudovanou jednu nebo více her bez možnosti výměny. Hra Space Invaders z roku 1980 jako první překonala milion prodaných kopií, úspěch vedl k vytvoření dalších vývojářů her třetích stran, jako například Activision.
Konzole se prodávala do roku 1982 pod původním názvem Atari VCS (Video Computer System). Víceméně jenom s kosmetickými úpravami na trhu vydržela až do počátku devadesátých let 20. století. Prodalo se jí přes 30 milionů kusů a je to nejprodávanější herní systém druhé generace.

## Hardware

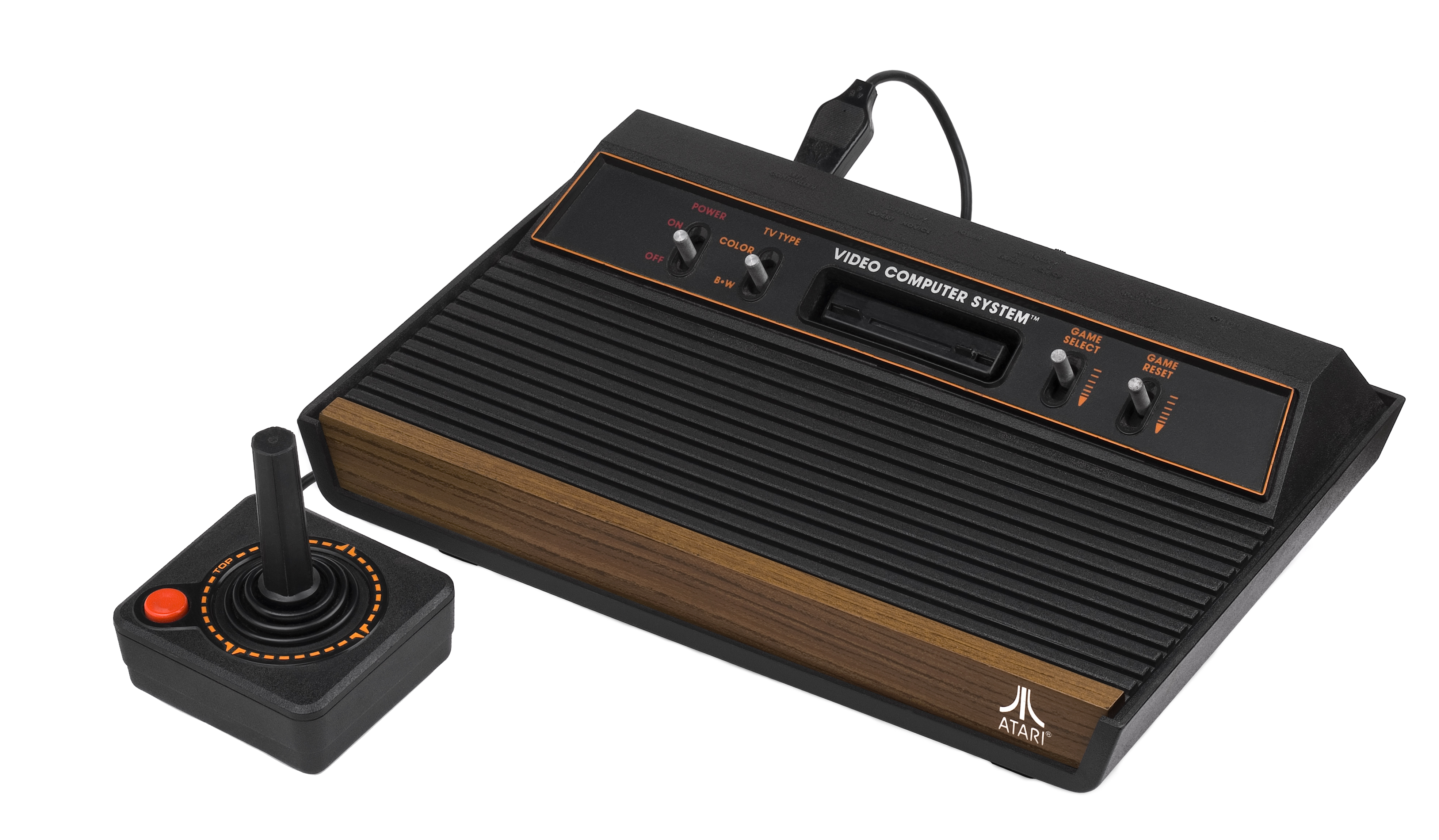
Od roku 1980 se vyrábělo čtyřtlačítkové Atari 2600

Její hardware je poměrně jednoduchý. Jako CPU používá procesor od firmy MOS Technology MOS6507 1.19 MHz, což je ořezaná verze slavného MOS6502. Disponuje 128 bajty RAM paměti, která je integrovaná v čipu RIOT (MOS6532). O grafiku a zvuk se stará čip TIA.
Hrací rozlišení bylo 40x192 pixelů. Pro dosažení šířky 40 pixelů používá registr 20 pixelů, který je zrcadlený nebo kopírovaný, zleva doprava. Maximální rozlišení 160x192 pixelů se dá dosáhnout pomocí programovacích triků. 2 kanálový monofonní zvuk měl 4stupňovou hlasitost.
Jako ovladače se používají 8směrové digitální joysticky s jedním tlačítkem. K dispozici byl také ovladač s otočným kolečkem a jedním tlačítkem, tzv. paddle nebo driving ovladač (paddle se mohl otáčet jen do určité meze, kdežto driving donekonečna). Ovladač se dvanácti čísly byl určený pro speciální hry.

## Verze

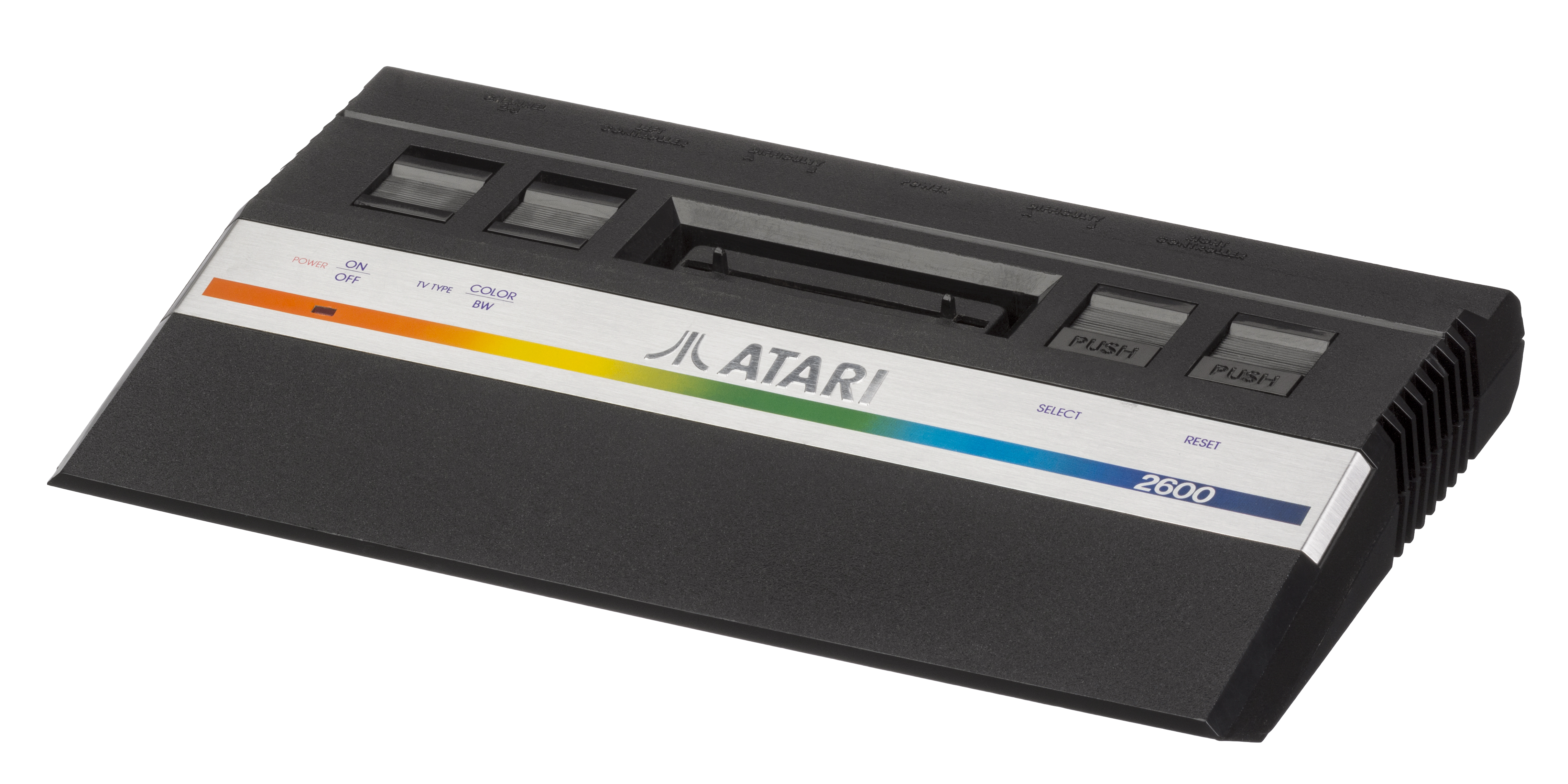
„Atari 2600 Jr.“ vyráběné od roku 1986

Konzole se vyráběla zvlášť ve verzi NTSC, PAL a SECAM. Hry z jednotlivých regionů nejsou kompatibilní; pokud se používají v konzoli z jiného regionu, špatně zobrazují barvy. Ve formátu NTSC byla k dispozici paleta 128 barev, v PAL bylo k dispozici 104 barev a paleta SECAM zobrazovala jen 8 barev.
Počáteční výroba Atari VCS byla prováděna v Sunnyvale se šesti tlačítky na předním panelu. Výroba byla v roce 1979 přesunuta do Hongkongu, kde byla vyráběna již s o něco tenčím plastovým obalem. Od roku 1980 na přední straně zůstaly jen čtyři tlačítka a spínače obtížnosti byly přesunuty do zadní části konzoly. V roce 1982 Atari přejmenovalo konzolu na Atari 2600, jméno bylo poprvé použité na verzi bez barvy dřeva, což jí dávalo celo-černý vzhled, verzi se přezdívalo „Vader“.
Verze „Atari 2800“ z roku 1983 byla určená jen pro Japonsko. Design byl změněný na klínovitý tvar s nevyčnívajícími spínači a přítomny byly čtyři porty ovladačů namísto dvou. Pro konzolu bylo vydáno kolem 30 speciálně vytvořených her. V roce 1983 v USA vydala tuto konzolu firma Sears pod jménem „Sears Video Arcade II“.
Model z roku 1986, označovaný jako „2600 Jr.“, má menší a modernizovaný vzhled blíže k Atari 7800. Pozdější verze měly místo joysticku v balení gamepad, který se dodával k Atari 7800. Systém byl prezentován jako levný herní systém s možností spustit velkou sbírku klasických her.

## Hry

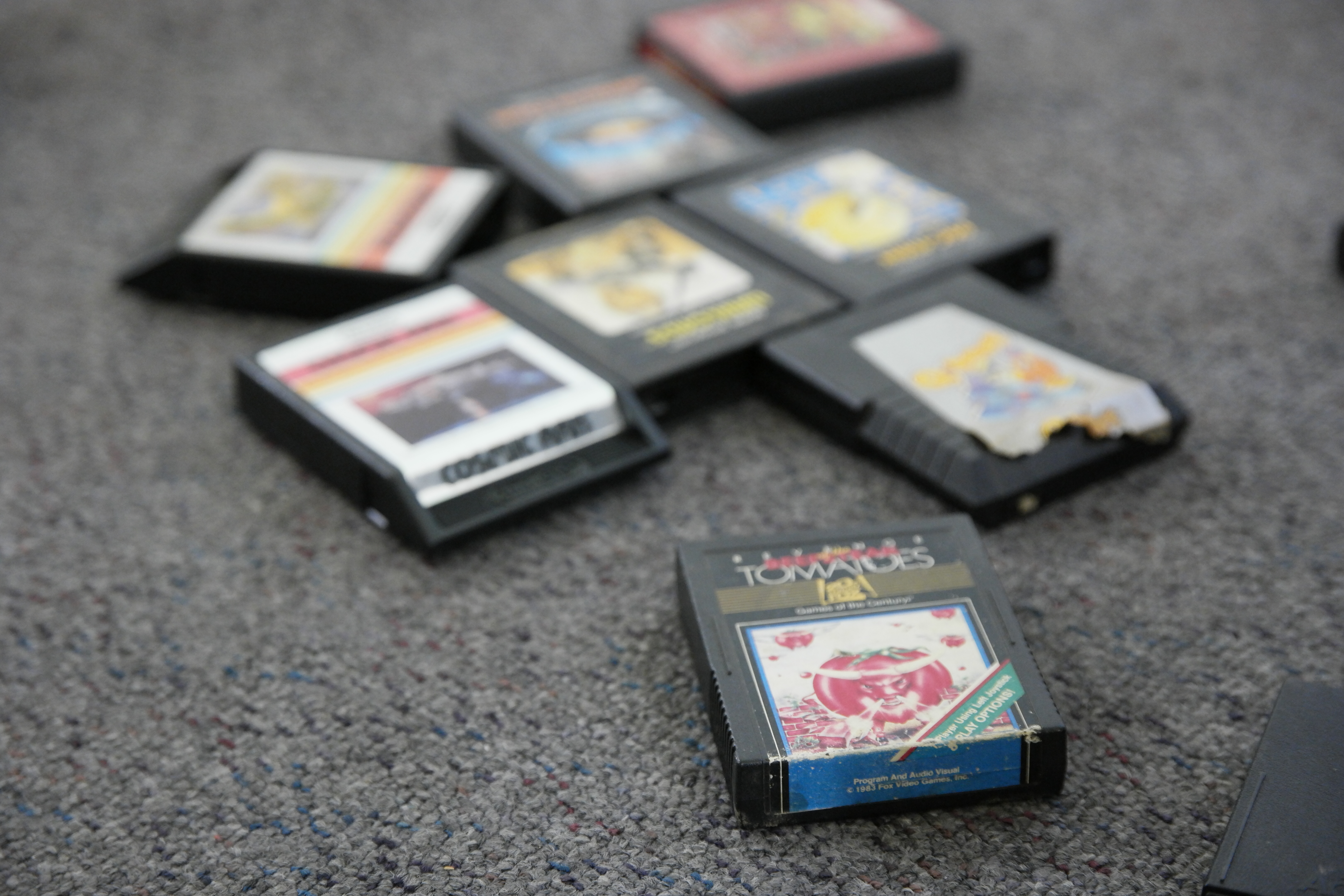
Cartridge pro Atari 2600

Devět her doprovázelo start Atari 2600. Cartridge (karty) s hrami obsahovaly většinou ROM paměť o obsahu 2 nebo 4 KB. Pozdější hry byly 8 až 16 KB velké. Největší prodeje měly hry Pac-Man, Pitfall!, Asteroids, Missile Command, Space Invaders, Frogger, Demon Attack, E.T.: The Extra Terrestrial, Ms. Pac-Man, Dig Dug, River Raid, Mario Bros a Donkey Kong.
Pro Atari 2600 vzniklo 526 her, z toho 136 přímo od společnosti Atari. Přes dalších sedmdesát jich od roku 1999 vzniklo podomácku vyrobených. Cartridge nebyly v té době kódovány a tak kromě Atari mohl hry vyrábět v podstatě kdokoli. Nejznámějším takovým výrobcem je firma Activision. Kromě her pro konzoli existuje i interpret BASICu.

## Emulace
Konzole Atari 2600 je emulována mutliplatformním emulátorem Stella, případně je možné použít rovněž multiplatformí emulátor [MAME]. Umožňuje barevné i černobílé zobrazování a emulaci jitteru (odchylky signálu) obvodu TIA.